# 32e division d'infanterie (Empire allemand)
Pour les articles homonymes, voir 32e division d'infanterie.
La 3e division d'infanterie royale saxonne, devenue en 1914 la 32e division d'infanterie, est une unité de l'armée saxonne intégrée à l'armée allemande à partir de la guerre franco allemande de 1870. Elle participe à la Première Guerre mondiale. Au déclenchement du conflit, la 32e division d'infanterie forme avec la 23e division d'infanterie le 12e corps d'armée rattachée à la 3e armée allemande. La division est engagée en Belgique où elle est impliquée dans la mise à sac de Dinant lors de la bataille de Dinant. Elle participe à la poursuite des troupes françaises jusqu'à la Marne. Après la bataille de la Marne, elle se replie sur l'Aisne ou elle stationne jusqu'en juin 1916.
Durant l'été 1916, la 32e division d'infanterie combat lors de la bataille de la Somme, puis est transférée sur le front de Champagne où elle se bat contre les troupes françaises lors de la bataille des monts de Champagne. Elle est ensuite déplacée dans les Flandres et combat à la bataille de Passchendaele, puis en 1918 à la bataille de la Lys. Au cours du mois de juillet 1918, la division est transportée en Lorraine sur la rive droite de la Meuse où elle combattra jusqu'à la fin de la guerre. Après l'armistice, la division est transférée en Allemagne où elle est dissoute en septembre 1919.

## Composition en 1890
La division est créée le 1er avril 1887, elle est cantonnée dans le nouveau quartier Albertstadt de Dresde.
- 63e brigade d'infanterie (5e brigade d'infanterie saxonne), (Dresde).

104e régiment d'infanterie (de), (Dresde).
133e régiment d'infanterie (de), (Dresde).
- 64e brigade d'infanterie (6e brigade d'infanterie saxonne), (Dresde).

105e régiment d'infanterie, (Dresde).
108e régiment de tirailleurs (de), (Dresde).
- 32e brigade de cavalerie (3e brigade de cavalerie saxonne), (Dresde).

Régiment de carabiniers royal saxon (de), Dresde.
18e régiment d'uhlans.
12e bataillon de chasseurs à pied (de), (Freiberg).

## Première Guerre mondiale

### Composition

#### Composition avant 1914
- 63e brigade d'infanterie (5e brigade d'infanterie saxonne), (Bautzen).

102e régiment d'infanterie (de), (Zittau).
103e régiment d'infanterie, (Bautzen).
- 64e brigade d'infanterie (6e brigade d'infanterie saxonne), (Dresde).

177e régiment d'infanterie, (Dresde).
178e régiment d'infanterie (de), (Kamenz).
13e bataillon de chasseurs à pied (de)
- 32e brigade de cavalerie, (Dresde).

18e régiment de hussards, (Großenhain).
20e régiment de hussards (de), (Bautzen).
- 32e brigade d'artillerie de campagne (Bautzen).

28e régiment d'artillerie de campagne.
64e régiment d'artillerie de campagne, (Pirna).

#### Composition à la mobilisation - 1915
- 63e brigade d'infanterie

102e régiment d'infanterie.
103e régiment d'infanterie.
12e bataillon de chasseurs à pied (de).
- 64e brigade d'infanterie

177e régiment d'infanterie.
178e régiment d'infanterie.
- 32e brigade d'artillerie de campagne

28e régiment d'artillerie de campagne
64e régiment d'artillerie de campagne
- 18e régiment de hussards.
- 2e et 3e compagnie du 12e bataillon de pionniers.

#### 1916
- 63e brigade d'infanterie

102e régiment d'infanterie).
103e régiment d'infanterie.
177e régiment d'infanterie.
- 32e brigade d'artillerie de campagne

28e régiment d'artillerie de campagne
64e régiment d'artillerie de campagne
- 3 escadrons du 20e régiment de hussards.

#### 1917
- 63e brigade d'infanterie

102e régiment d'infanterie.
103e régiment d'infanterie.
177e régiment d'infanterie.
- 32e commandement d'artillerie divisionnaire

64e régiment d'artillerie de campagne
- 4 escadrons du 20e régiment de hussards.
- 140e bataillon de pionniers.

#### 1918
- 63e brigade d'infanterie

102e régiment d'infanterie.
103e régiment d'infanterie.
177e régiment d'infanterie.
- 32e commandement d'artillerie divisionnaire

64e régiment d'artillerie de campagne
80e bataillon d'artillerie à pied.
- 4 escadrons du 20e régiment de hussards.

### Historique
La 32e division et la 23e division forme le 12e corps d'armée. Au début de la guerre, la 64e brigade de la 32e division est chargée de mission de couverture sur la frontière avec le Luxembourg. Elle est impliquée le 23 août 1914 dans le massacre de Dinant où plusieurs centaines de civils sont fusillés.

#### 1914
- 2 - 10 août : la 62e brigade pénètre le 2 août au Luxembourg, action de couverture. Concentration de la division le 10 août.
- 11 - 22 août : entrée en Belgique le 12 août et progression le long de la Meuse.
- 23 - 24 août : Bataille de Dinant.
- 24 - 27 août : Soutien de la IIe armée allemande dans son attaque sur Namur. La division progresse en direction de Mettet, Philippeville.
- 27 - 30 août : combat sur les rives de la Meuse, le 28 août à Signy-l'Abbaye.
- 31 août - 5 septembre : poursuite des troupes françaises combat sur l'Aisne puis progression vers Châlons.
- 6 septembre - 10 septembre : Bataille de la Marne, la division attaque en direction de Fère Champenoise l'aile droite de la 9e armée française. Retraite en direction de Châlons, Mourmelon-le-Grand, Bétheniville au nord-ouest de Reims[2].
- 15 - 22 septembre : Rattachée à la VIIe armée allemande de von Heeringen ; engagée dans la bataille de l'Aisne, combat dans le secteur de Reims et combat à Juvincourt-et-Damary[2].
- 23 septembre - 2 décembre : organisation et occupation d'un secteur dans la région de Berry-au-Bac et Craonne.

26 - 27 septembre : secteur du bois Beau-Marais.
12 - 13 octobre : Combat sur la côte 108 au sud-ouest de Berry-au-Bac.
15 octobre : combat sur la côte 108.
- 2 - 30 décembre : 1re Bataille de Champagne, combats à Souain-Perthes-lès-Hurlus et Beausejour.

#### 1915
- 1er janvier 1915 - 30 juin 1916 : occupation d'un secteur du front vers Berry-au-Bac et Craonne. Les pertes durant cette période sont très faibles.

25 - 27 janvier : bataille de Champagne, combat à Hurtebise.
avril : le 178e régiment d'infanterie est transféré à la 123e division d'infanterie nouvellement créée.
10 mars 1916 : assaut et prise de la butte aux bois près de La Ville aux Bois.
25 avril 1916 : contre-attaque française, combat défensifs et maintien des positions conquises le 10 mars.

#### 1916
- 30 juin - 10 septembre : éléments engagés dans la bataille de la Somme.

4 - 7 juillet : un bataillon de réserve engagé dans le secteur de Belloy-en-Santerre.
30 juillet - 10 septembre : les 102e et 103e régiments d'infanterie envoyés en renfort forment avec des éléments de la 23e division d'infanterie la division provisoire Franke. Occupation d'un secteur dans la région de Estrées-Deniécourt, Vermandovillers, les régiments subissent de lourdes pertes.
4 - 10 septembre : renfort du 177e régiment d'infanterie, lors de l'attaque française, fortes pertes.
- 10 septembre au 4 novembre : la division provisoire Franke est dissoute. Retrait du front, transport dans la région de Reims, puis occupation d'un secteur en Argonne entre le Four de Paris et le bois d'Avocourt.
- 5 - 26 novembre : engagée à nouveau dans la bataille de la Somme vers Bouchavesnes.
- 27 novembre 1916 - 15 mars 1917 : occupation et organisation d'un secteur dans la région de Bouchavesnes et nord-est de Cléry-sur-Somme.

#### 1917
- 15 - 19 mars : combat lors de l'opération Alberich, le recul de l'armée allemande sur la ligne Siegfried (ligne Hindenbourg).
- 19 mars - 11 avril : retrait du front, repos dans la région de Sissonne ; réserve de l'OHL.
- 11 - 19 avril : à partir du 16 avril, engagée dans la bataille des monts de Champagne dans le secteur du Mont-sans-Nom à l'ouest de Vaudesincourt, la division déplore de lourdes pertes.
- 19 avril - 5 mai : retrait du front, repos.
- 5 mai - 10 juin : occupation d'un secteur du front dans la région à l'ouest de Tahure.
- 10 juin - 2 août : occupation et organisation d'un secteur dans la région de Reims.
- 3 août - 5 novembre : retrait du front transport par V.F., engagée dans la bataille de Passchendaele à proximité de la route reliant Menin et Ypres[3].
- 5 novembre 1917 - 15 janvier 1918 : occupation d'un secteur du front dans la région de Warneton et de Messines.

#### 1918
- 15 janvier - 1er mars : relevée par la 49e division de réserve[3] ; repos et instruction dans la région de Tournai.
- 2 mars - 9 avril : transport par V.F. vers Wambrechies, puis occupation d'un secteur au nord-ouest de Lille.
- 9 avril 30 juin : engagée dans la bataille de la Lys dans le secteur de Fleurbaix.

16 - 18 avril : placée en seconde ligne.
18 avril - 8 mai : relève de la 117e division d'infanterie, combats autour d'Armentières et puis autour du mont Kemmel, les pertes de la division sont très lourdes.
8 - 26 mai : relevée par la 35e division d'infanterie, repos en arrière de la Lys.
- 26 mai - 28 juin : occupation d'un secteur du front dans la région de Merville.
- 29 juin - 4 juillet : retrait du front, à partir du 1er juillet transport par V.F. en Lorraine dans la région de Spincourt.
- 4 - 15 juillet : réorganisation, instruction et repos. Plus de 1 500 hommes remplacent une partie des pertes de la division[3].
- 15 juillet - 1er octobre : occupation et organisation d'un secteur du front entre Eix et Bezonvaux.
- 1er - 8 octobre : retrait du front, puis mouvement par étapes vers Loison, puis Tilly-sur-Meuse pour atteindre Moirey.
- 9 - 24 octobre : engagée dans la bataille défensive en Champagne et sur la Meuse, les pertes sont lourdes.
- 3 - 11 novembre : retrait du front, puis mouvement vers Bezonvaux et occupation d'un secteur du front. Après la signature de l'armistice, la division est transférée en Allemagne et dissoute en septembre 1919.

## Chefs de corps
| Grade           | Nom                                           | Date                                |
| --------------- | --------------------------------------------- | ----------------------------------- |
| Generalleutnant | Bernhard Freiherr von Holleben, gen. Normann. | 1er avril 1887 - 30 janvier 1889    |
| Generalleutnant | Otto von Schweingel (de)                      | 1er février 1889 - 27 novembre 1890 |
| Generalleutnant | Eugen von Kirchbach (de)                      | 28 novembre 1890 - 18 avril 1896    |
| Generalleutnant | Erwin von Minckwitz (de)                      | 19 avril 1896 - 26 mai 1897         |
| Generalleutnant | Max von Hausen                                | 27 mai 1897 - 28 mars 1900          |
| Generalleutnant | Paul von Hingst (de)                          | 29 mars 1900 - 16 avril 1903        |
| Generalleutnant | Georg von Stieglitz (de)                      | 17 avril 1903 - 21 avril 1904       |
| Generalleutnant | Hans von Kirchbach                            | 22 avril 1904 - 20 novembre 1907    |
| Generalleutnant | Hermann von Schweinitz (de)                   | 21 novembre 1907 - 12 octobre 1910  |
| Generalleutnant | Alexander von Larisch (de)                    | 13 octobre 1910 - 24 mars 1913      |
| Generalleutnant | Horst Edler von der Planitz                   | 25 mars 1913 - 18 avril 1916        |
| Generalmajor    | Rudolph Hammer (de)                           | 19 avril - 4 mai 1916               |
| Generalmajor    | Gustav von der Decken (de)                    | 5 mai 1916 - 22 juillet 1918        |
| Generalmajor    | Max von Scheel (de)                           | 23 juillet 1918 - 30 janvier 1919   |
| Generalmajor    | Martin von Oldershausen (de)                  | 1er février - 10 septembre 1919     |